# 菲律賓鴉鵑
菲律賓鴉鵑（學名：Centropus steerii），又名斯氏鴉鵑，是菲律賓的特有鳥種。

## 分佈及現況
原生於民都洛上，曾廣泛分佈於熱帶及亞熱帶的低地林中。但隨著其棲息地的開發問題，此鳥自1994年起即被IUCN紅皮書列為極危物種，以反映其數量之稀少及存活的困難。

## 外部連結
- BirdLife Species Factsheet. （页面存档备份，存于）